# Filip Mirkulovski
Filip Mirkulovski (mazedonisch Филип Миркуловски; * 14. September 1983 in Skopje, SR Mazedonien, SFR Jugoslawien) ist ein ehemaliger mazedonischer Handballspieler. Der 1,89 m große und 91 kg schwere Rechtshänder wurde zumeist auf Rückraum Mitte eingesetzt und trug in der Nationalmannschaft die Rückennummer 13.

## Karriere
Filip Mirkulovski begann mit 13 Jahren mit dem Handballspiel in seiner Heimatstadt bei Makedonia Skopje, wo er auch erste Erfahrungen als Profi sammeln konnte. Ab 2003, mit Ausnahme der Saison 2004/05, als er für Mladost Bogdanci spielte, lief er für RK Metalurg Skopje auf. Mit Metalurg gewann er sechsmal die mazedonische Meisterschaft und fünfmal den Pokal. Außerdem erreichte er das Viertelfinale im EHF-Pokal 2007/08, im Europapokal der Pokalsieger 2008/09 und in der EHF Champions League 2012/13. In der EHF Champions League 2013/14 unterlag er im Viertelfinale dem THW Kiel. Anfang Februar 2015 wechselte er zur TSV Hannover-Burgdorf. Ab dem Sommer 2015 stand er bei der HSG Wetzlar unter Vertrag. Im Sommer 2020 wurde Mirkulovski Co-Trainer bei der HSG Wetzlar, deren Kader er jedoch weiterhin als Standby-Spieler angehörte. Nach der Saison 2021/22 beendete Mirkulovski endgültig seine Spielerkarriere und fungiert seitdem nur noch als Co-Trainer. Anfang April 2023 übernahm Mirkulovski gemeinsam mit Jasmin Čamdžić interimsweise das Traineramt der HSG Wetzlar. Mitte April 2023 übernahm das Trainergespann offiziell die Männermannschaft. Nachdem Frank Carstens zum Saisonbeginn 2023/24 Trainer der HSG Wetzlar geworden war, bekleidete Mirkulovski wieder das Co-Traineramt. Dieses hatte er bis zum Mai 2025 inne.

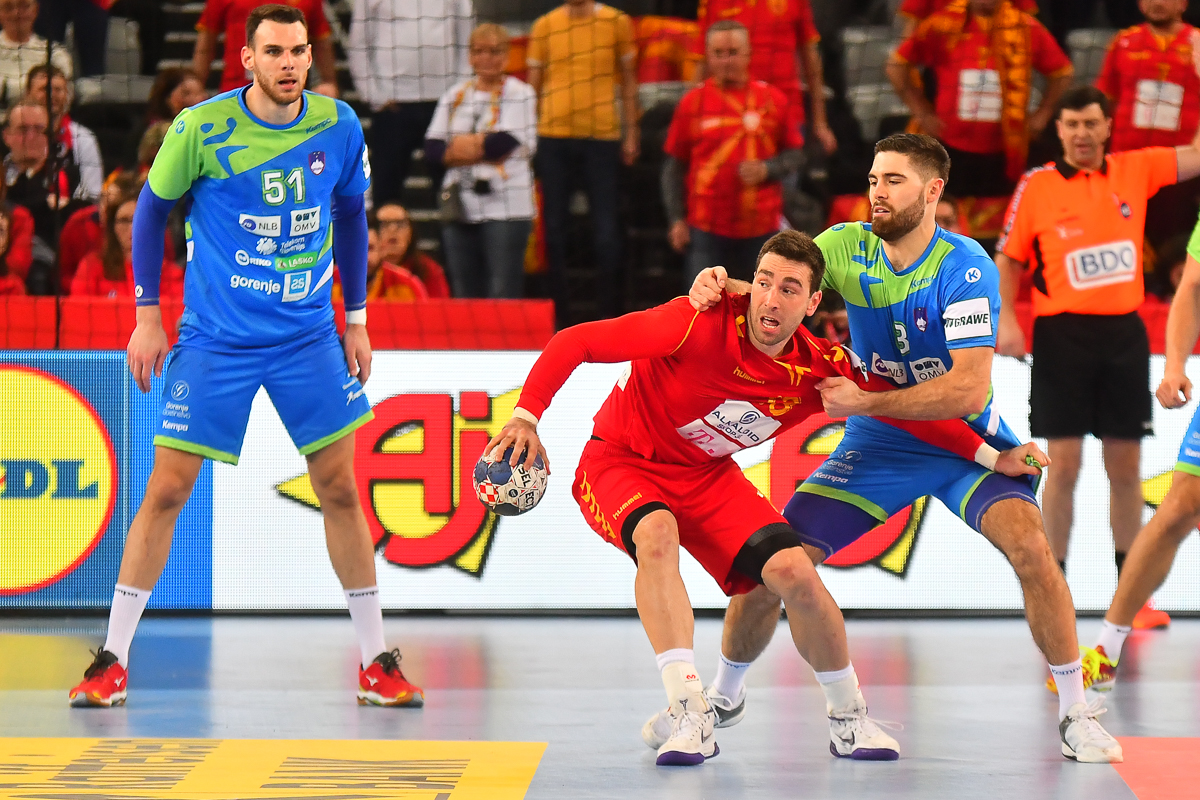
Filip Mirkulovski im Duell mit Blaž Janc bei der Euro 2018

Mit der Mazedonischen Nationalmannschaft nahm Filip Mirkulovski an der Weltmeisterschaft 2009 (11. Platz), der Europameisterschaft 2012 (5. Platz), der Weltmeisterschaft 2013 (14. Platz) und der Europameisterschaft 2014 (10. Platz) teil. Er bestritt 170 Länderspiele, in denen er 315 Tore erzielte. Am 17. April 2022 bestritt er sein letztes Länderspiel.

## Erfolge
- Mazedonischer Meister 2006, 2008, 2010, 2011, 2012 und 2014
- Mazedonischer Pokalsieger 2006, 2009, 2010, 2011 und 2013

## Bundesligabilanz
| Saison    | Verein                | Spielklasse | Spiele | Tore | 7-Meter | Feldtore |
| --------- | --------------------- | ----------- | ------ | ---- | ------- | -------- |
| 2014/15   | TSV Hannover-Burgdorf | Bundesliga  | 15     | 34   | 0       | 34       |
| 2015/16   | HSG Wetzlar           | Bundesliga  | 30     | 47   | 0       | 47       |
| 2016/17   | HSG Wetzlar           | Bundesliga  | 32     | 45   | 0       | 45       |
| 2017/18   | HSG Wetzlar           | Bundesliga  | 32     | 36   | 0       | 36       |
| 2018/19   | HSG Wetzlar           | Bundesliga  | 33     | 53   | 0       | 53       |
| 2019/20   | HSG Wetzlar           | Bundesliga  | 27     | 42   | 0       | 42       |
| 2020/21   | HSG Wetzlar           | Bundesliga  | 35     | 29   | 0       | 29       |
| 2021/22   | HSG Wetzlar           | Bundesliga  | 30     | 15   | 0       | 15       |
| 2014–2022 | gesamt                | Bundesliga  | 234    | 301  | 0       | 301      |